# إد بلاكويل
إد بلاكويل (بالإنجليزية: Ed Blackwell)‏ هو عازف جاز أمريكي، ولد في 10 أكتوبر 1929 في نيو أورلينز في الولايات المتحدة، وتوفي في 7 أكتوبر 1992 في هارتفورد في الولايات المتحدة.

## وصلات خارجية
- إد بلاكويل على موقع الموسوعة البريطانية (الإنجليزية)
- إد بلاكويل على موقع ميوزك برينز (الإنجليزية)
- إد بلاكويل على موقع أول ميوزيك (الإنجليزية)
- إد بلاكويل على موقع ديسكوغز (الإنجليزية)